# Franco Frabboni
Franco Frabboni (Bologna, 18 aprile 1935 – Bologna, 17 maggio 2024) è stato un pedagogista e saggista italiano.

## Biografia
Franco Frabboni fu docente di Pedagogia all'Università di Bologna, dove divenne anche professore emerito. Per anni presidente della Società Italiana di Pedagogia e Preside della Facoltà di Scienze della Formazione, i suoi studi e le sue ricerche furono prevalentemente rivolti all'analisi dei fondamenti teorici ed empirici delle Scienze dell'educazione. Diresse autorevoli collane e riviste di pedagogia e di didattica.

## Opere principali
- Padagogische Leitbegriffe (in coll. con G. Wallnofer, N. Belardi e W. Wiater), Weinheim, 2010
- Dialogo su una scuola possibile (in coll. con C. Scurati), Firenze, Giunti 2011
- Povera ma bella. La scuola fabbrica di futuro, Trento, Erickson 2011
- La sfida della didattica, Palermo, Sellerio 2011
- Il Problematicismo in pedagogia e in didattica, Trento, Erickson 2012
- Longlife/Longwide. Per un trattato europeo della formazione (in coll. con M. Baldacci e U. Margiotta), Milano, Bruno Mondadori 2013
- La ricerca in pedagogia (in coll. con M. Baldacci et al.), Milano, De Agostini 2013
- Le vie della formazione. Scuo-la e sfide educative nella società del cambiamento, Trento, Erickson 2013
- Una scuola per il duemila (in coll. con F. Pinto Minerva), Palermo, Sellerio 2014
- Felicità e scuola, Roma, Anicia 2014
- La scuola comprensiva, Trento, Erickson 2015
- Sapori di pedagogia e di didattica, Milano, Franco Angeli 2015